# Río Seco (Falcón)
Pour les articles homonymes, voir Rio Seco.
Río Seco, ou Río Chico, est la capitale de la paroisse civile de Río Seco de la municipalité de Miranda dans l'État de Falcón au Venezuela.